# Skavböke kapell
Skavböke kapell är en kyrkobyggnad som tillhör Enslövs församling i Göteborgs stift. Den ligger i Skavböke i Halmstads kommun.  

## Bakgrund
Kyrkofolk i området hade länge försökt få till stånd ett kapellbygge, men kyrkostämman motsatte sig. Insamlade medel och rena donationsmedel samlades emellertid in av kyrkoherde Teodor Lindqvists och kapellet kunde byggas och inredas till en kostnad av 23.000 kronor. Inga medel kom från kyrka, stat eller kommun.

## Kyrkobyggnaden
Kapellet, uppfört i tjugotalsklassicism efter ritningar av arkitekt Knut Nordenskjöld, invigdes 1925. Arbetet utfördes i sin helhet på frivillig väg av bygdens folk. Från början ägdes och drevs kapellet av Skavböke kapellstiftelse, men 1985 övertog Enslövs församling det och stiftelsen kunde upplösas. 
Exteriören präglas av det lågt sidoställda tornet med öppen lanternin och lökkupolsliknande kröndel. Byggnaden målades 1929 och samma år dekorerades taket och predikstolen gemensamt av Waldemar Lorentzon och Axel Olsson från Halmstadgruppen. I takets mitt återges skapelsen och mot koret framställs syndafallet. Erik Olson, också från Halmstadgruppen, gjorde kompositionen till glasmålningen. Den arkitektritade inredningen är välbevarad från byggnadstiden. Kapellet renoverades grundligt 1964 och 1989 målade man om predikstol och bänkar i en varmare färgton än tidigare.

## Klockor och klockstapel
Kapellets klockor kom från Oskarström och hade ursprungligen använts av Jutefabriken. De är gjutna i Göteborg 1891. Under några år användes de i den nybyggda Oskarströms kyrka. När kyrkan där kunde införskaffa större klockor skänktes de två äldre till Skavböke kapell och var uppsatta där vid invigningen 1925. En kyrkklocka göts i Hammenhög 1994. En fristående klockstapel restes och invigdes 2015.

## Orgel
- 1938 byggde A. Magnusson Orgelbyggeri AB, Göteborg en orgel med fyra stämmor.
- Idag används en elorgel med två manualer och pedal.

## Bilder

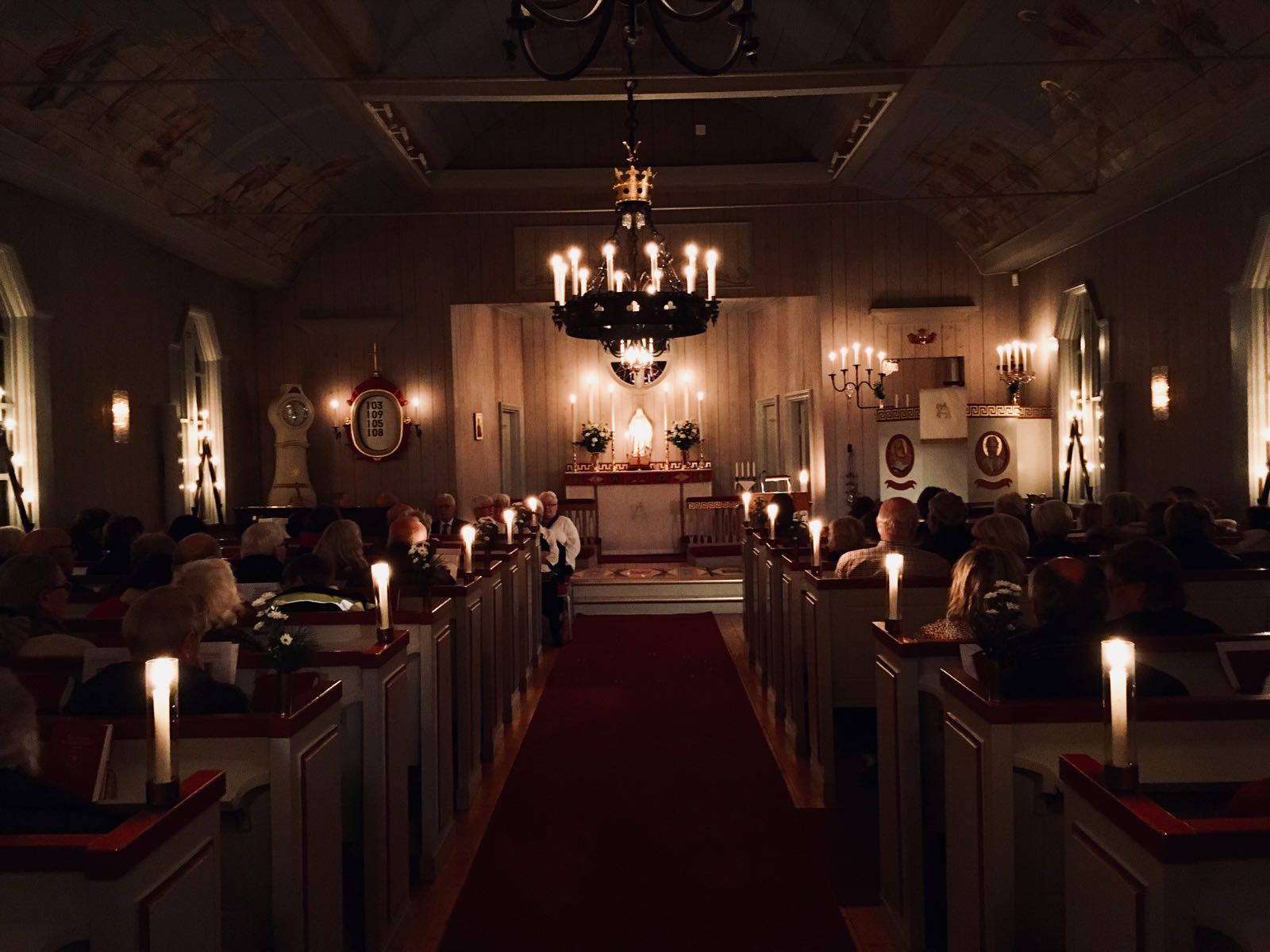
Interiör mot koret
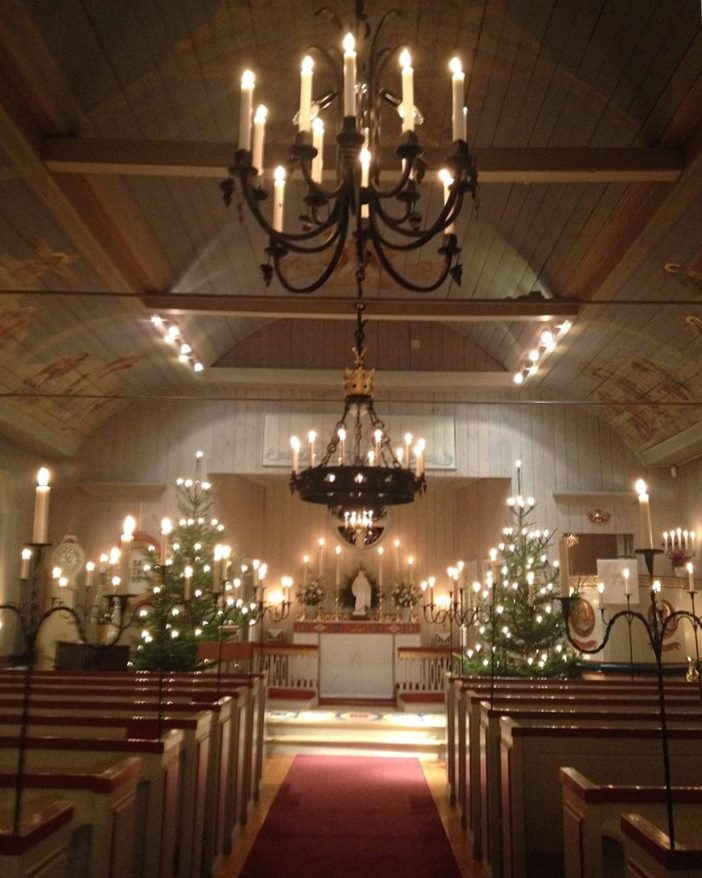
Koret
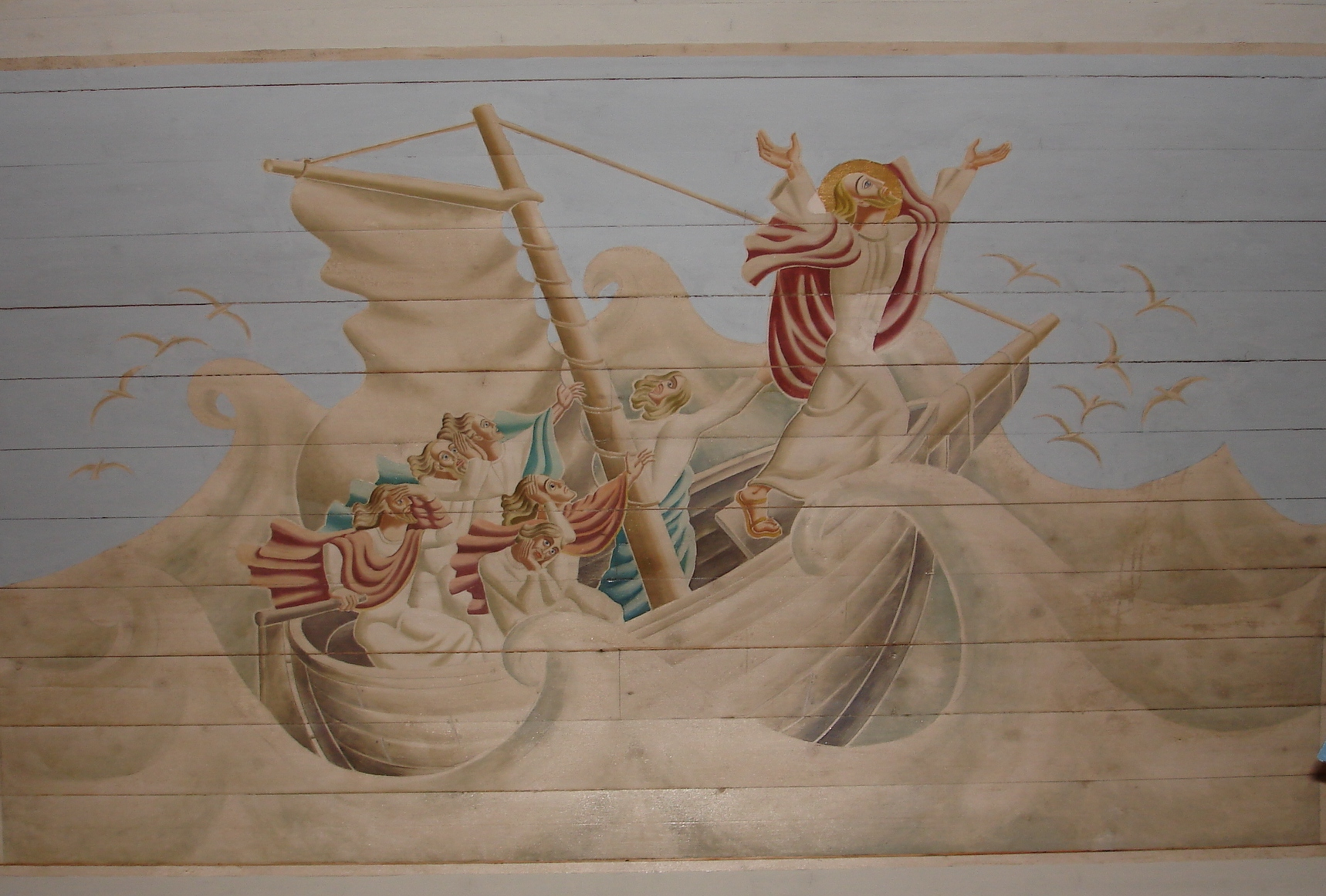
Takmålning av Halmstadsgruppen